# Erik Falk (historiker)
Erik Valdemar Falk, född 18 februari 1873 i Norra Råda, död 6 oktober 1944 i Bromma, var en svensk historiker. Han var bror till Herman Falk, son till Otto Falk och sonson till Herman Adolf Falk.
Falk blev filosofie doktor 1912, och var från 1907 adjunkt och från 1912 lektor vid högre allmänna läroverket å Östermalm.
Han författade bland annat Sverige och Frankrike från Gustav II Adolfs död till upplösningen av det svensk-franska förbundet 1632–34 (1911), Dantes uppfattning av stat och kyrka (1917) och Familjen Medici (1925). Falk utgav även läroböcker för gymnasiet i allmän och svensk historia.
Erik Falk är begraven på Norra Råda kyrkogård.